# Campbell Smith
Sydney Campbell Smith (* 25. Februar 1925 in Masterton, Neuseeland; † 13. Juli 2015 in Tairua, Neuseeland) war ein neuseeländischer Dramatiker, Dichter, Holzschneider, Künstler, Lehrer und Mentor.

## Werdegang
Campbell Smith wurde 1925 als Sohn von Annie und Syd Smith, einem Signwriter, in Masterton, einer Stadt im Süden der Nordinsel Neuseelands, geboren. Seine Kindheit war von der Weltwirtschaftskrise überschattet und die Folgejahre vom Zweiten Weltkrieg. Smith wurde von seinem Vater unterrichtet und leistete 1945 seinen Militärdienst ab. Danach machte er eine kaufmännische Ausbildung. An der Canterbury University College School of Art erwarb er 1952 ein Diplom im Bereich Bildende Künste, speziell Malerei, danach besuchte er das Auckland Teachers College ein Jahr lang.
Im Jahr 1953 heiratete er die Krankenschwester Esme Dunbar. Das Paar lebte eine Zeit lang in London (Vereinigtes Königreich), kehrte aber 1956 nach Neuseeland zurück.
Smith unterrichtete ab 1956 Holzstich, Poesie und abendfüllende Dramaturgie am Waihi College. In der Folgezeit verfasste er 1958 sein Buch The Journey, welches aber erst 2010 veröffentlicht wurde, illustriert mit seinen Holzstichen. 1961 wechselte er als Kunstlehrer an das Fairfield College in Hamilton.
Von 1965 bis 1966 war er Präsident der New Zealand Federation of Film Societies und von 1965 bis 1967 Präsident der Waikato Society of Arts, wo ihm 1994 eine Mitgliedschaft auf Lebenszeit zuerkannt wurde. Smith gehörte zu den Mitgründern des Waihi Arts Centre and Museums. 1971 wurde er Direktor der Waikato Art Gallery (heute Waikato Museum Te Whare Taonga o Waikato).
Er verfasste zahlreiche Theaterstücke, darunter auch Stücke für Kinder, und stellte Holzsticharbeiten her. Smith gewann zahlreiche nationale Auszeichnungen, darunter mehrere Male den Wettbewerb der Playwrights Association of New Zealand (PANZ): 1982 für sein Theaterstück Mabel über die frühere Labour-Kabinettsministerin Mabel Howard, 1983 für sein Theaterstück Transit, 1991 für sein Theaterstück Luck of the Game über den australischen Piloten Charles Kingsford-Smith und 1986 für sein Theaterstück Soldiers Song, einen Einakter, der im Ersten Weltkrieg spielte. Mit seinem Entwurf Light from Coloured Windows holte er 1999 den dritten Platz beim PANZ-Wettbewerb. Smith war Mitglied auf Lebenszeit in der Hamilton's Theatreview (Theatergruppe). 2003 wurde er für seine Verdienste in der Kunst in den New Zealand Order of Merit aufgenommen. Smith wurde 2012 der Ehrendoktortitel der Waikato University verliehen.
Viele Jahre lang lebte Smith mit seiner Ehefrau Esme in der River Road, aber der sich verschlechternde Gesundheitszustand bei den beiden zwang sie, nach Tairua Residential Care an der Tui Terrace in Tairua zu ziehen. Esme starb dort 2014, sechs Tage vor der Aufführung von Smiths neuestem Theaterstück Ida and I. Es handelt von der bekannten Waikato-Künstlerin Ida Carey. Smith verstarb ein Jahr später im Alter von 90 Jahren im Tairua Residential Care. Esme und Campbell Smith hatten zwei Söhne.

## Theaterstücke (Auswahl)
- 1964: Jubilee
- 1980: Sunnybrae
- 1982: Mabel (über Mabel Howard)
- 1983: Transit
- 1986: Soldier’s Song (spielt im Ersten Weltkrieg)
- 1991: Luck of the Game (über Charles Kingsford-Smith)
- 1999: Light from Coloured Windows
- 2002: This Green Land (über Margot Philips)
- 2014: Ida and I (über Ida Carey)
- Blighty (spielt im Ersten Weltkrieg)
- Frances Hodgkins, Painter
- Magpies
- Quite a Woman! (über Ida Carey)
- Sapper Moore-Jones (spielt im Ersten Weltkrieg)
- The Fame Game
- The Legends of Maui
- The Miners of Waihi (spielt im Ersten Weltkrieg)
- Three Women (über Frances Hodgkins, ihre Mutter und ihre Schwester)

## Trivia
Seddon Bennington, der von 2003 bis zu seinem Tod im Jahr 2009 Leiter des Museum of New Zealand Te Papa Tongarewa war, verfasste in einem Vorwort zum Buch Lines of Light Folgendes über Smiths Arbeit und Leben:

„Campbell, the poet, playwright, and wood engraver all expressing different but complementary talents – a sharp eye for the sensuous curve, an ear tuned to language and a good narrative, and a sharp chisel in a gifted hand.“

Der Kolumnist Richard Swainson von der Waikato Times schrieb über Smith Folgendes:

„For all that the cinema was a genuine interest, it paled into insignificance next to his wider contributions to the Hamilton arts scene.“

Nach seinem Tod fanden seine Söhne in seinen Unterlagen einen Vers, den er 1948 verfasst hatte und ihn gut beschrieb:

„Teach me to see not with my eyes, but with my heart, and to paint not with my hands but with my soul.“